# Žďár nad Sázavou
Cet article concerne la ville tchèque. Pour la météorite, voir Météorite de Žďár nad Sázavou.
Pour les articles homonymes, voir Žďár.
Žďár nad Sázavou (en allemand : Saar) est une ville de la région de Vysočina, en Tchéquie, et le chef-lieu du district de Žďár nad Sázavou. Sa population s'élevait à 20 404 habitants en 2025.

## Géographie
Žďár nad Sázavou est arrosée par la rivière Sázava, un affluent de la Vltava, et se trouve à 27 km à l'est de Havlíčkův Brod, à 32 km au sud-ouest de Jihlava et à 122 km à l'est-sud-est de Prague.
La commune est limitée par Polnička et Světnov au nord, par Počítky, Vysoké, Lhotka et Nové Město na Moravě à l'est, par Jámy, Vatín, Březí nad Oslavou et Nové Veselí au sud, et par Budeč, Hamry nad Sázavou, Sázava et Račín à l'ouest.

## Histoire
La première mention écrite de la localité date de 1253.
La ville s'est développé après la Seconde Guerre mondiale avec la mise en service de l'importante usine sidérurgique ŽĎAS. En moins de vingt ans, Žďár quintuple sa population et passe de 5 000 en 1950 à 15 000 habitants au moment du Printemps de Prague. Après la Révolution de velours, l'industrie lourde perd en importance, mais la société ŽĎAS est privatisée et poursuit son activité.

## Population
Recensements (*) ou estimations de la population :
| 1869* | 1880* | 1890* | 1900* | 1910* | 1921* |
| ----- | ----- | ----- | ----- | ----- | ----- |
| 4 338 | 4 026 | 3 842 | 4 124 | 4 666 | 4 655 |

| 1930* | 1950* | 1961*  | 1970*  | 1980*  | 1991*  |
| ----- | ----- | ------ | ------ | ------ | ------ |
| 4 674 | 4 936 | 10 305 | 15 686 | 20 864 | 23 191 |

| 2001*  | 2011*  | 2016   | 2017   | 2018   | 2019   |
| ------ | ------ | ------ | ------ | ------ | ------ |
| 24 289 | 22 328 | 21 335 | 21 160 | 20 994 | 20 847 |

| 2020   | 2021*  | 2022   | 2023   | 2024   | 2025   |
| ------ | ------ | ------ | ------ | ------ | ------ |
| 20 717 | 20 124 | 20 338 | 20 519 | 20 525 | 20 404 |

## Patrimoine
- Patrimoine civil

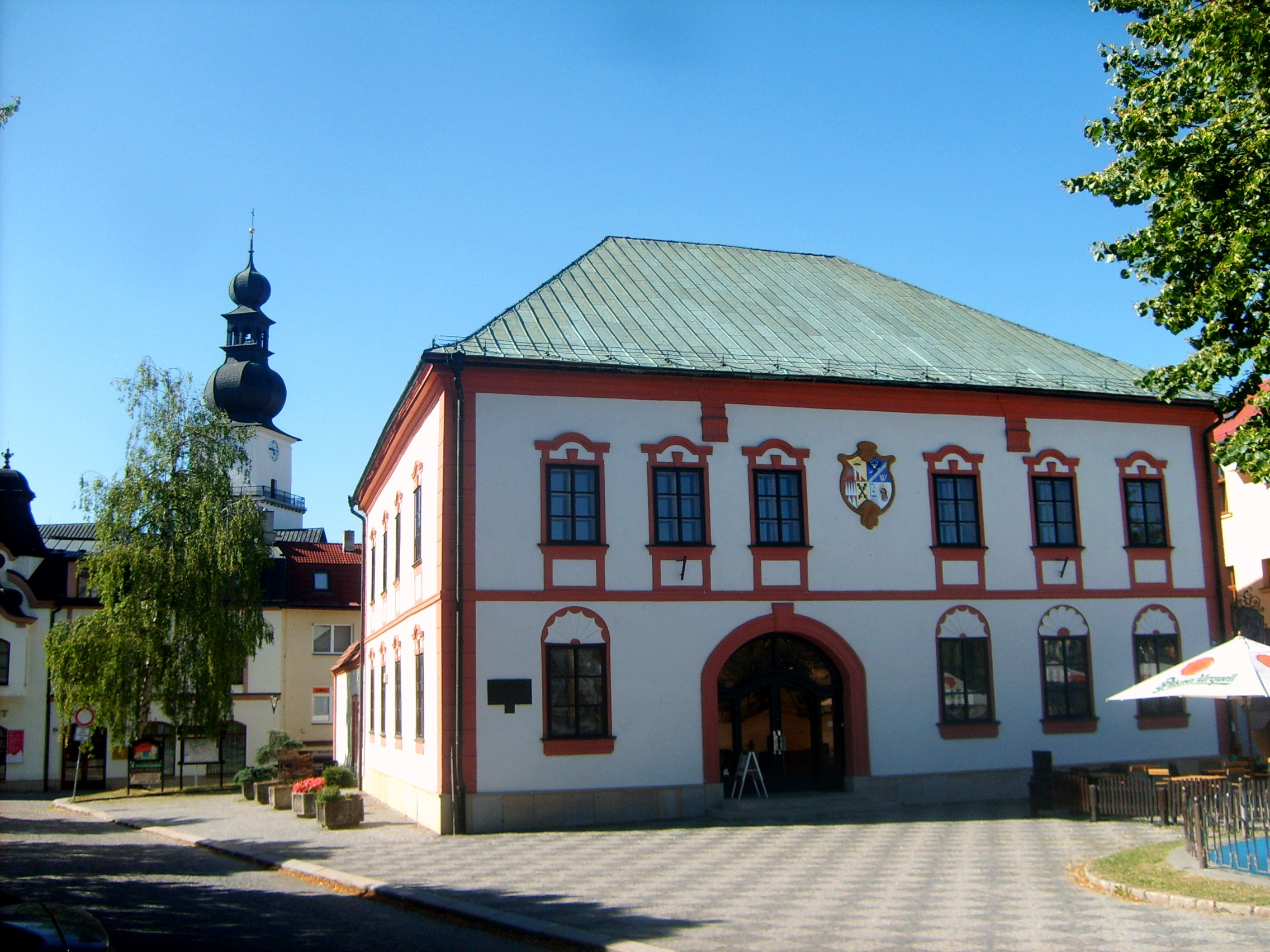
L'ancien hôtel de ville.
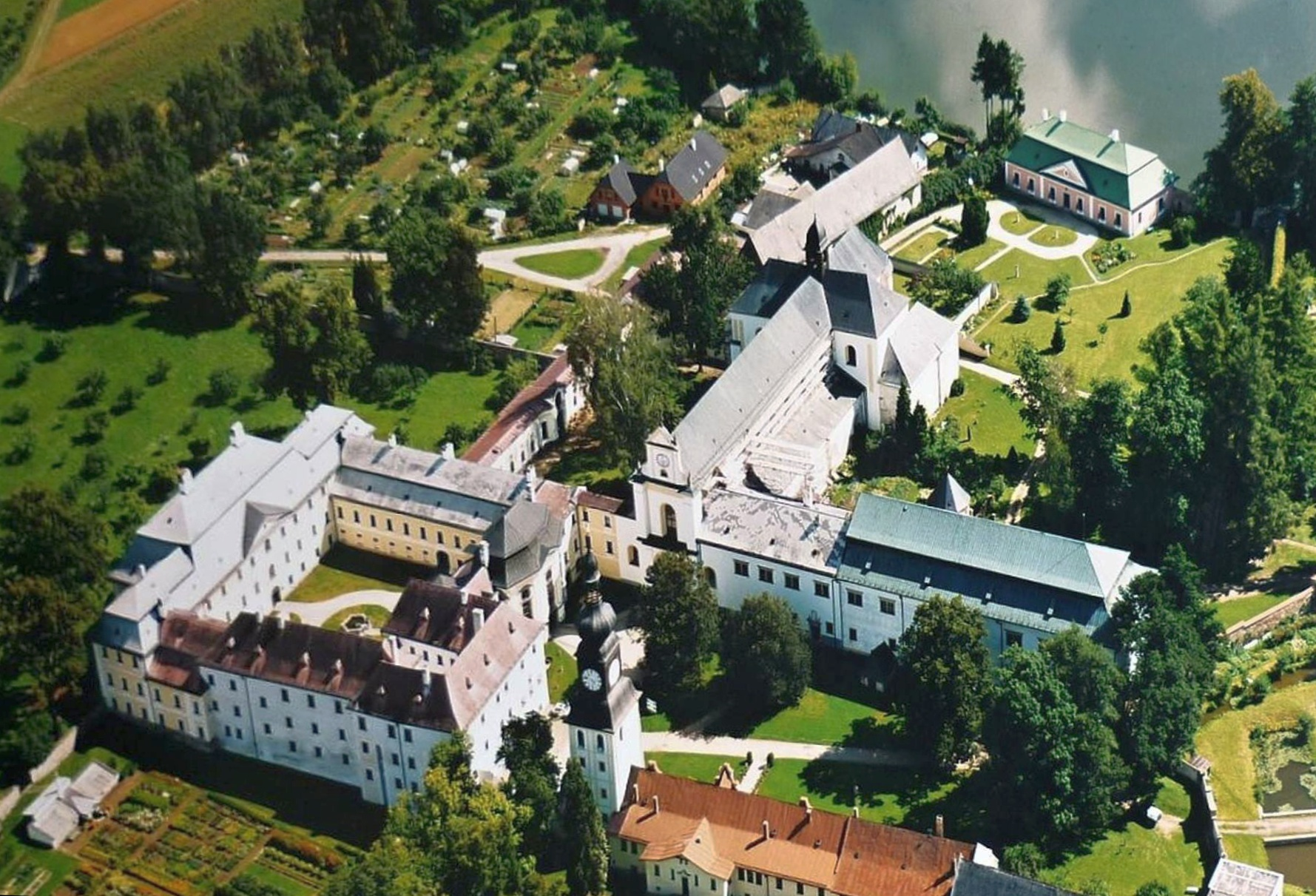
Žďár nad Sázavou : le château.

- Patrimoine religieux

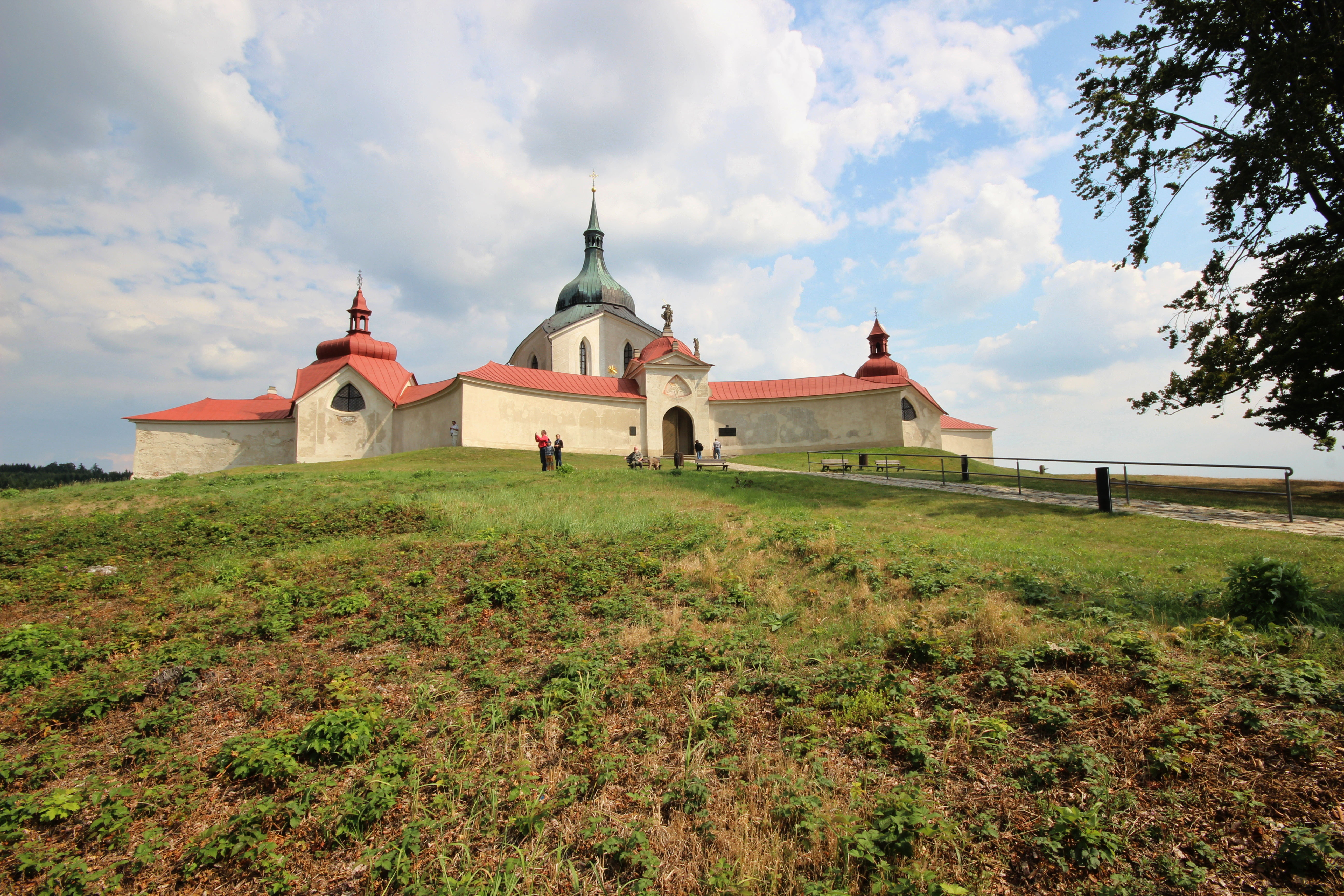
L'église Saint-Jean-Népomucène : façade.
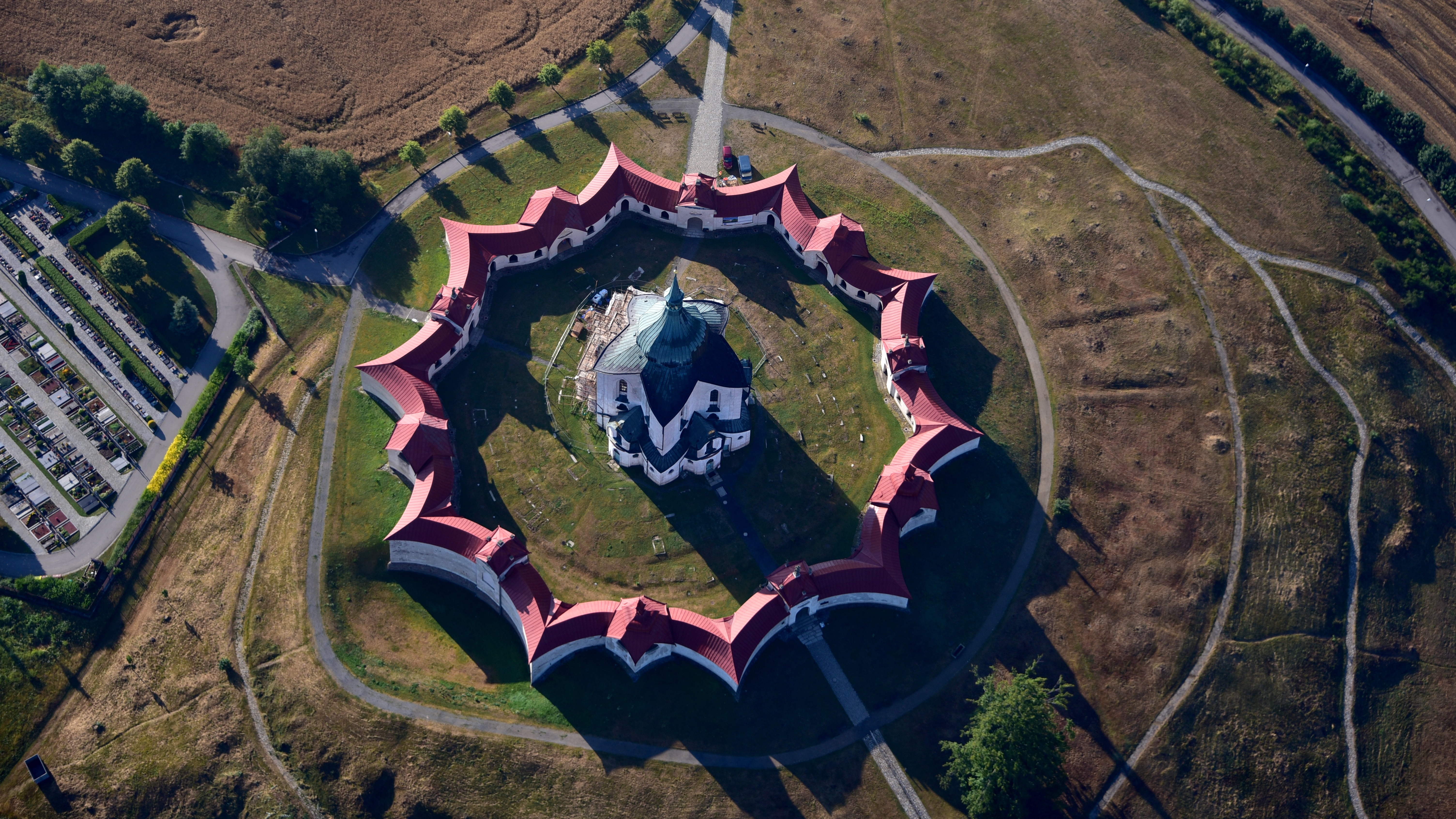
L'église Saint-Jean-Népomucène : vue aérienne.

## Jan Santini Aichel
À la suite de l'incendie de l'abbaye cistercienne de la ville, l'abbé Venceslas Vejmluva invite à Žďár l'architecte pragois d'origine italienne, Jan Blažej Santini-Aichel (1677-1723). Ce dernier mène alors à bien, outre le monastère proprement-dit, nombre de réalisations dont la ville lui est toujours redevable : la reconstruction de l'église conventuelle Notre-Dame-de-l'Assomption et Saint Nicolas, la prélature du monastère, la chapelle du cimetière de la Sainte-Trinité, le Cimetière d'en bas édifié lors d'une épidémie de peste et les communs de l'abbaye

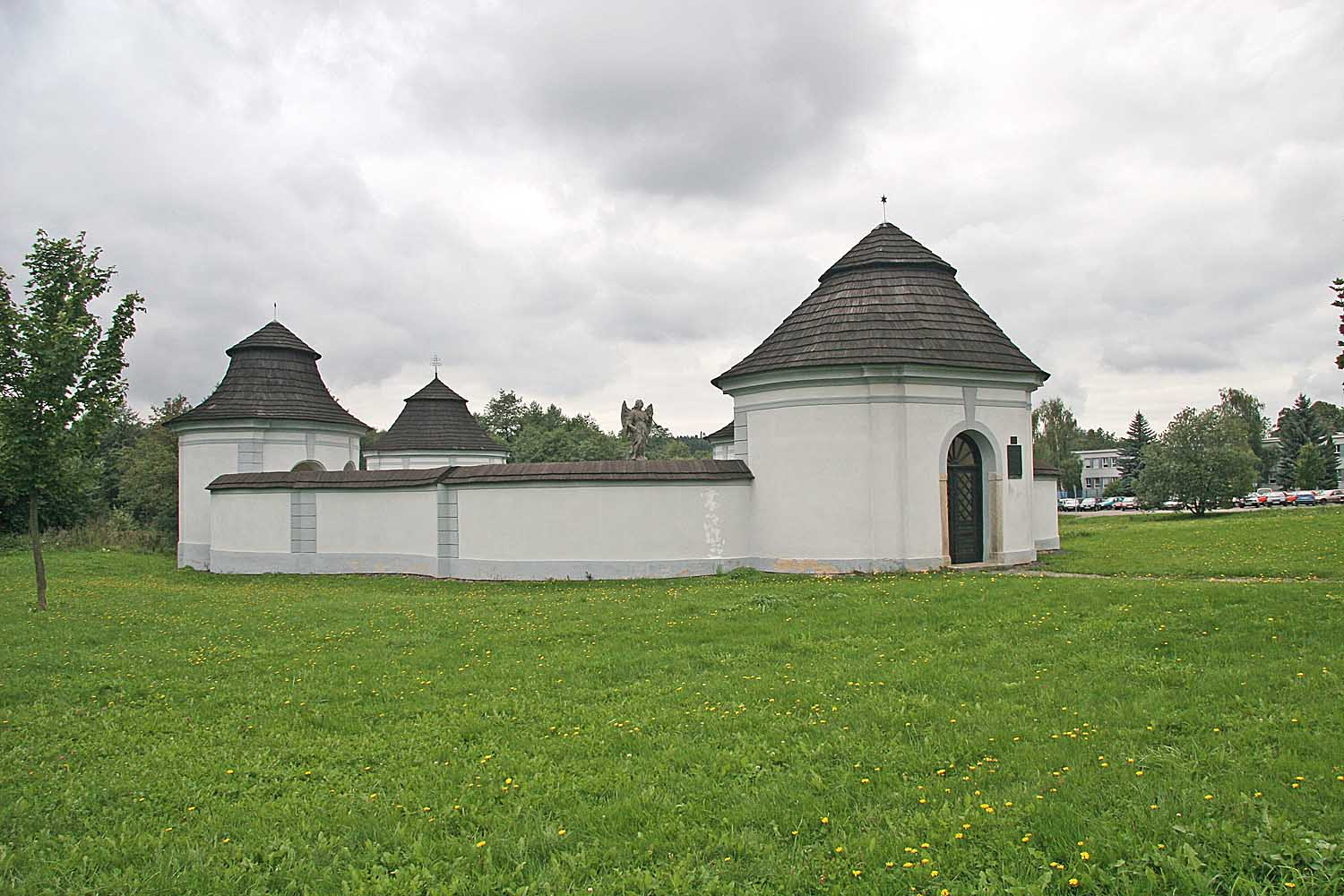
Cimetière d'en bas
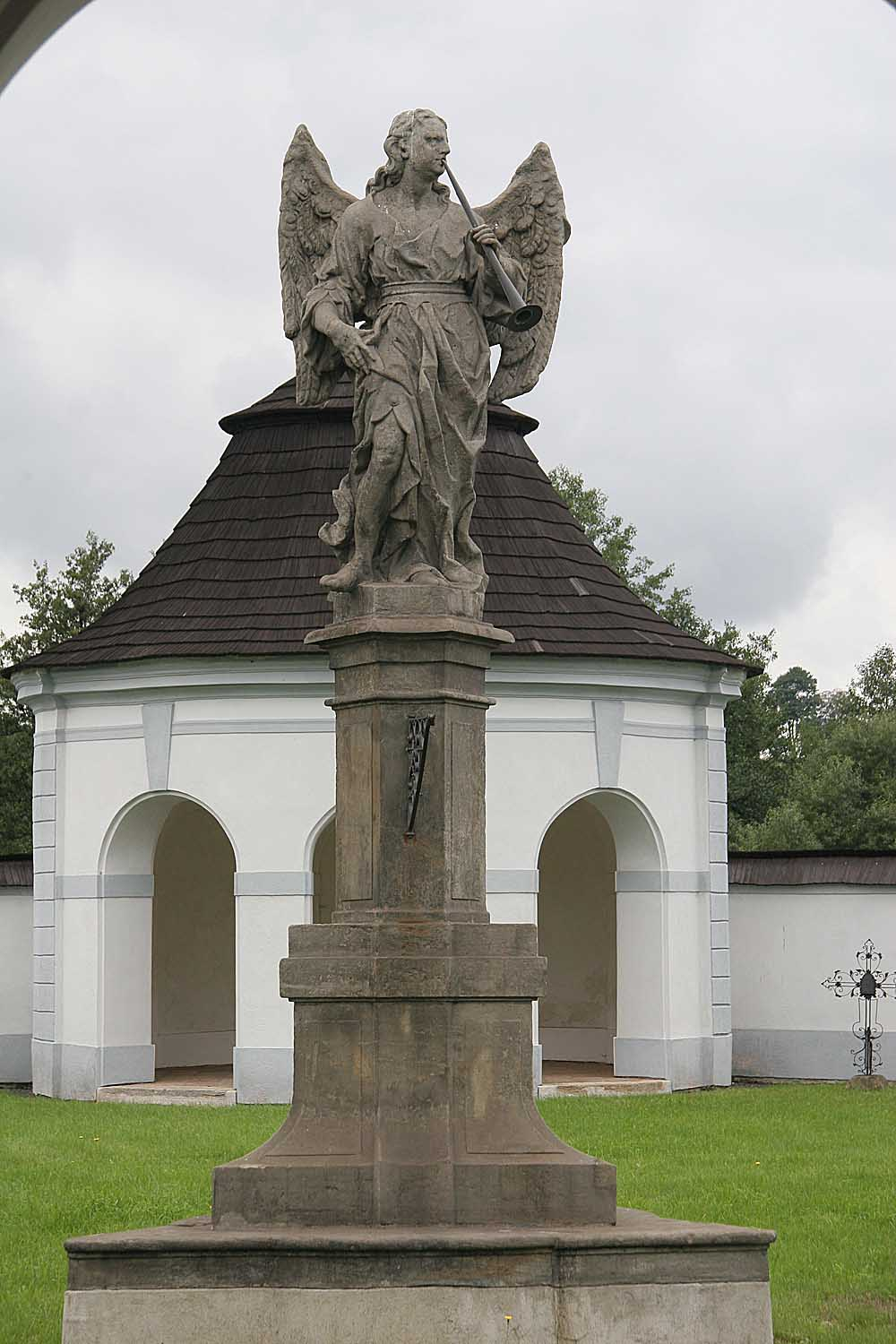
Statue de l'ange du jugement dernier de Grégoire Theny (cs) au centre du Cimetière d'en bas
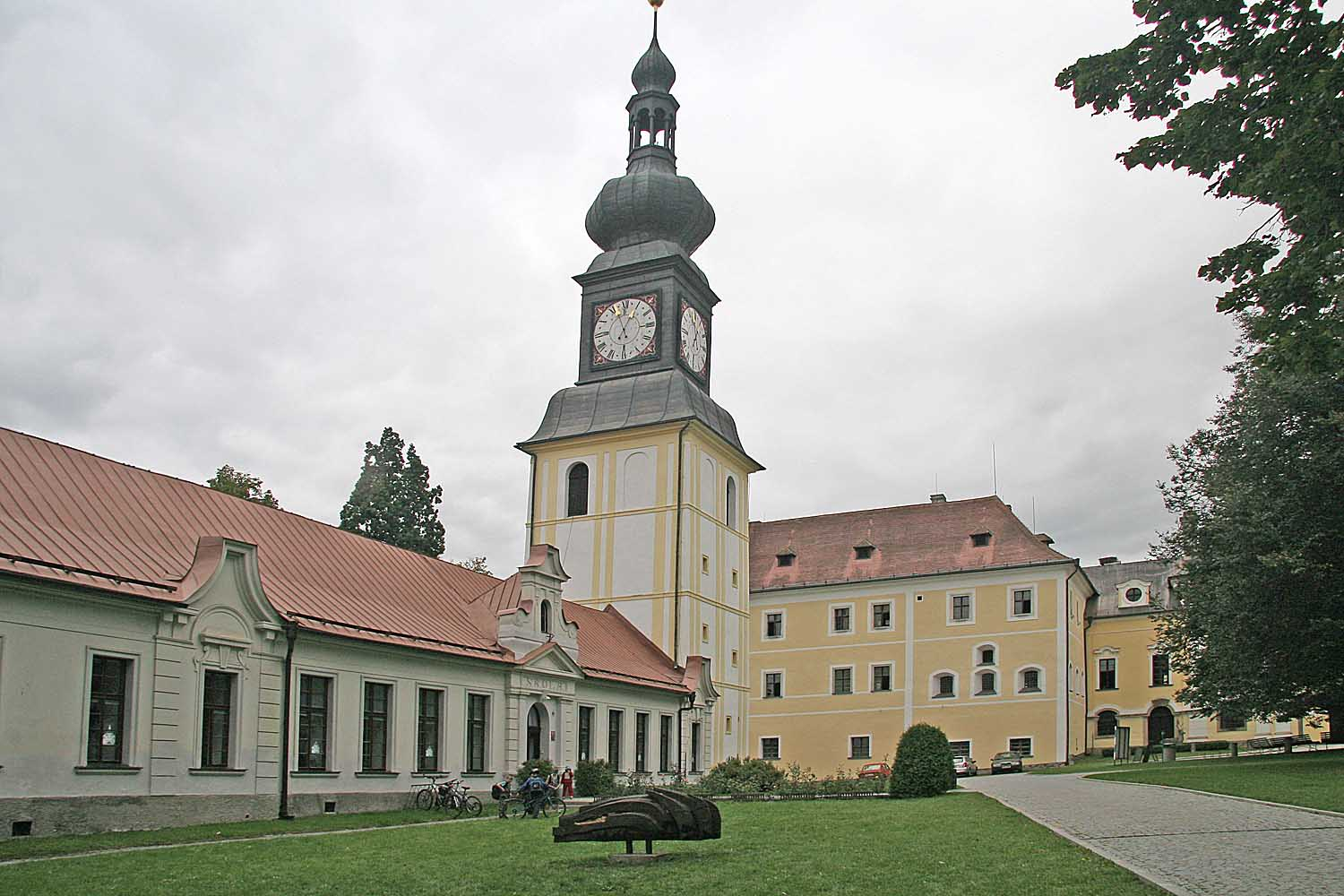
Tour de l'horloge et communs

Mais c'est surtout pour la réalisation de l’église Saint-Jean-Népomucène de Zelená hora que Jan Santini Aichel passe à la postérité.

## Transports
Par la route, Žďár nad Sázavou se trouve à 37,5 km de Jihlava, à 74 km de Brno et à 158 km de Prague.